# Dedicato all'amore/Go With Love
Dedicato all'amore/Go With Love è un 45 giri di Dionne Warwick, pubblicato dalla Scepter Records (catalogo SC 709) nel 1967.

## I brani

### Dedicato all'amore
Dedicato all'amore, presente sul lato A del disco, è il brano presentato dalla cantante statunitense nella sua prima partecipazione al Festival di Sanremo 1967 in coppia con Peppino di Capri ma non andò in finale e non riscosse molto successo, tanto da essere ricordata sia nella versione del cantante campano, sia nella versione della Warwick.

#### L'adattamento in inglese
L'anno dopo, la stessa Dionne Warwick ne incise una versione in inglese, For the Rest of My Life, inclusa nell'album Valley of the Dolls (Scepter, catalogo SPS-568). Il testo inglese, scritto dallo statunitense Manny Curtis, non ha niente a che vedere con l'originale.

### Go with Love
Go with Love, presente sul lato B del disco, è il brano già pubblicato l'anno prima nell'album Here Where There Is Love (Scepter, catalogo SPS-555).

## Tracce

### Lato A
1. Dedicato all'amore (Festival di Sanremo 1967) – 3:26 (testo: Alberto Testa – musica: Daniele Pace, Flavio Carraresi)

### Lato B
1. Go With Love – 2:47 (testo: Hal David – musica: Burt Bacharach)